# لورا ماتاريلا
لورا ماتاريلا (بالإيطالية: Laura Mattarella)‏ (ولدت في 2 ديسمبر 1968) هي ابنة الرئيس الحالي لإيطاليا سيرجيو ماتاريلا وهي السيدة الأولى لإيطاليا.
توفيت زوجة الرئيس سيرجيو ماتاريلا، ماريسا شيازيسي، في عام 2012. ومع ذلك، فإن وظائف التمثيل كانت تقوم بها ابنتها الكبرى، لورا التي رافقت والدها على الفور في العديد من الرحلات الرسمية وفي عدة مناسبات داخل الإقليم الوطني. بمناسبة الزيارة الرسمية لفيتنام، كانت أول زيارة حضرتها عبارة عن سلسلة من الاجتماعات دون والدها، بما في ذلك زيارة خاصة لمدرسة في الحي الأكثر فقراً في مدينة هو تشي مين.